# 耿鑫
耿 鑫（ガン シン、1989年11月15日 - ）は、中国の男子バレーボール選手である。

## 来歴
山東省出身。
2006年、山東省バレーボールチームに入団。
2011年、中国代表としてワールドカップに出場。2012年、ロンドンオリンピック世界最終予選に出場。以降も国際大会出場し、同年にアジアカップ、2013年にアジア選手権、2014年に世界選手権にそれぞれ出場した。また、オリンピック出場は叶わなかったが、2016年、2021年に、オリンピックの最終予選に出場した。
2021年、天津バレーボールチームにレンタル移籍した。
2022年、V.LEAGUE DIVISION1 MENに所属するパナソニックパンサーズに入団した。しかし、加入後すぐに膝を痛めてしまい、リーグ戦ではチームになかなか貢献ができなかった。パナソニックでは1シーズンプレーした。

## 球歴
- 中国代表
  - 世界選手権 - 2014年
  - アジア選手権 - 2013年
  - アジアカップ - 2012年
  - ワールドカップ - 2011年
  - ワールドリーグ - 2014年、2015年、2016年、2017年

## 所属チーム
- 山東省バレーボールチーム（2006-2022年）
  -  天津バレーボールチーム（2021-2022年）
- パナソニックパンサーズ（2022-2023年）
- 山東省バレーボールチーム（2023年-）